# Pseudoboa serrana
Pour les articles homonymes, voir Serrana (homonymie).
Espèce
Pseudoboa serrana  est une espèce de serpents de la famille des Dipsadidae.

## Répartition
Cette espèce est endémique de l'État de Rio de Janeiro du Brésil.

## Étymologie
Cette espèce est nommée en référence au lieu de sa découverte, la Serra dos Órgãos.

## Publication originale
- Morato, Moura-Leite, Prudente & Bérnils, 1995 : A new species of Pseudoboa Schneider, 1801 from southeastern Brazil (Serpentes: Colubridae: Xenodontinae: Pseudoboini). Biociências, vol. 3, no 2, p. 253-264.